# 플렉트루데

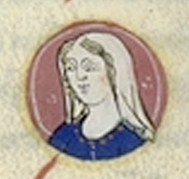
플렉트루데

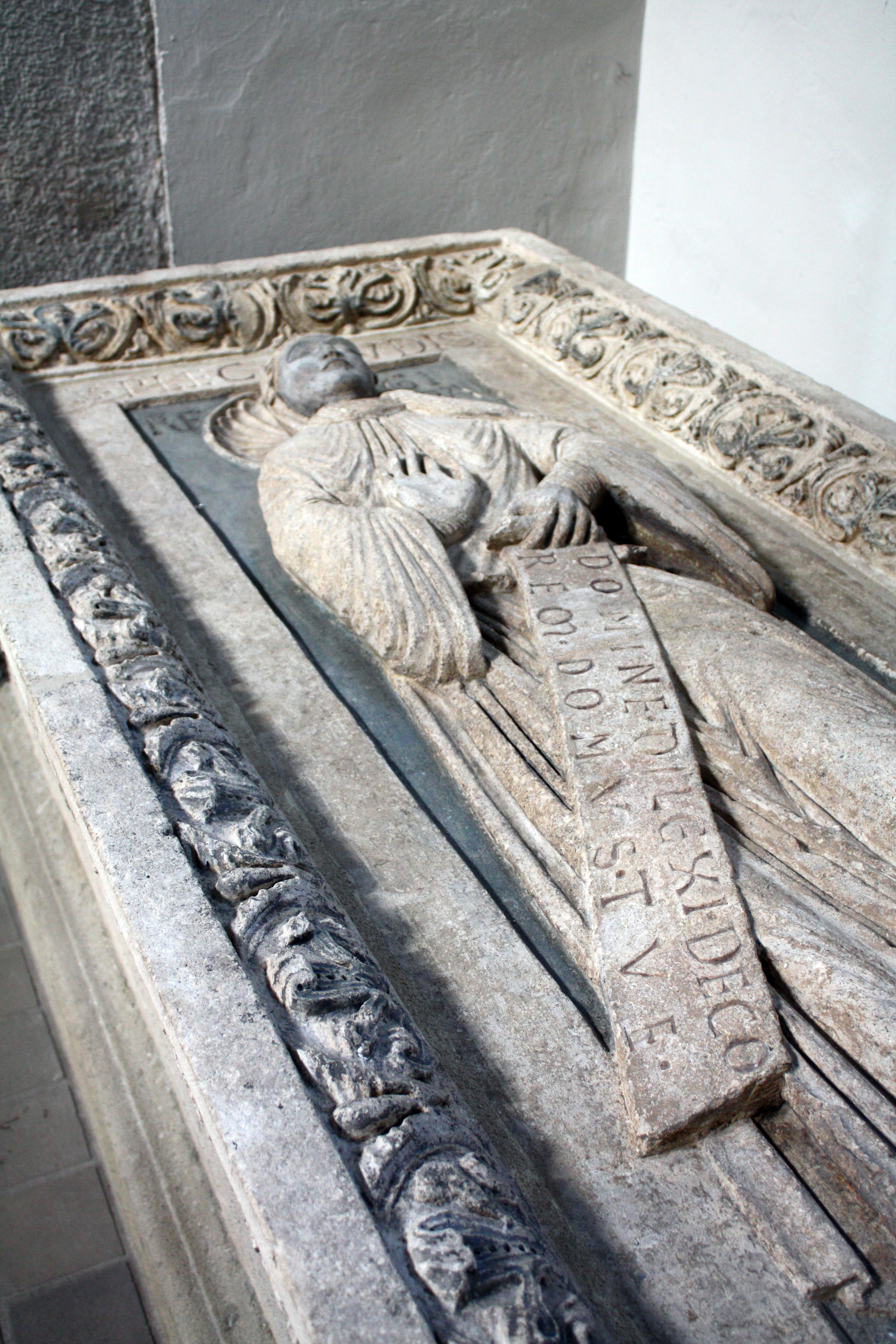
쾰른의 성모 마리아 성당에 안치된 플렉트루데의 석관

플렉트루데(Plectrude, 독일어: Plektrud) 또는 플렉트루디스(Plectrudis, 독일어: Plechtrudis, 650년경 ~ 718년/725년 8월 10일)는 프랑크 왕국의 귀족으로, 아우스트라시아의 궁재 피핀 2세의 정실 부인이었다. 다른 이름은 빌릭트루드(Bliktrud)이다. 노트르담 수도원의 설립자의 한 사람이며, 쾰른 성모 마리아 성당의 설립자였다.
클로비스 4세의 측근이었던 휴고베르트와 오에런의 이르미나(Irmina of Oeren)의 딸이었다. 피핀 2세가 사망하기 직전부터 그녀는 피핀의 서자 카를 마르텔의 주장에 대항하여 손자들의 권리를 방어하려고 노력했다. 손자 테오도알트의 후견인으로서 714년부터 718년 사이 아우스트라시아의 섭정이었다. 714년 남편 사후 카를 마르텔 등을 투옥했으나, 카를 마르텔은 혼란을 틈타 도주했고, 717년 최종적으로 플렉트루데와 가신들을 격퇴했다. 이후 쾰른의 수녀원에 감금되었다.

## 생애

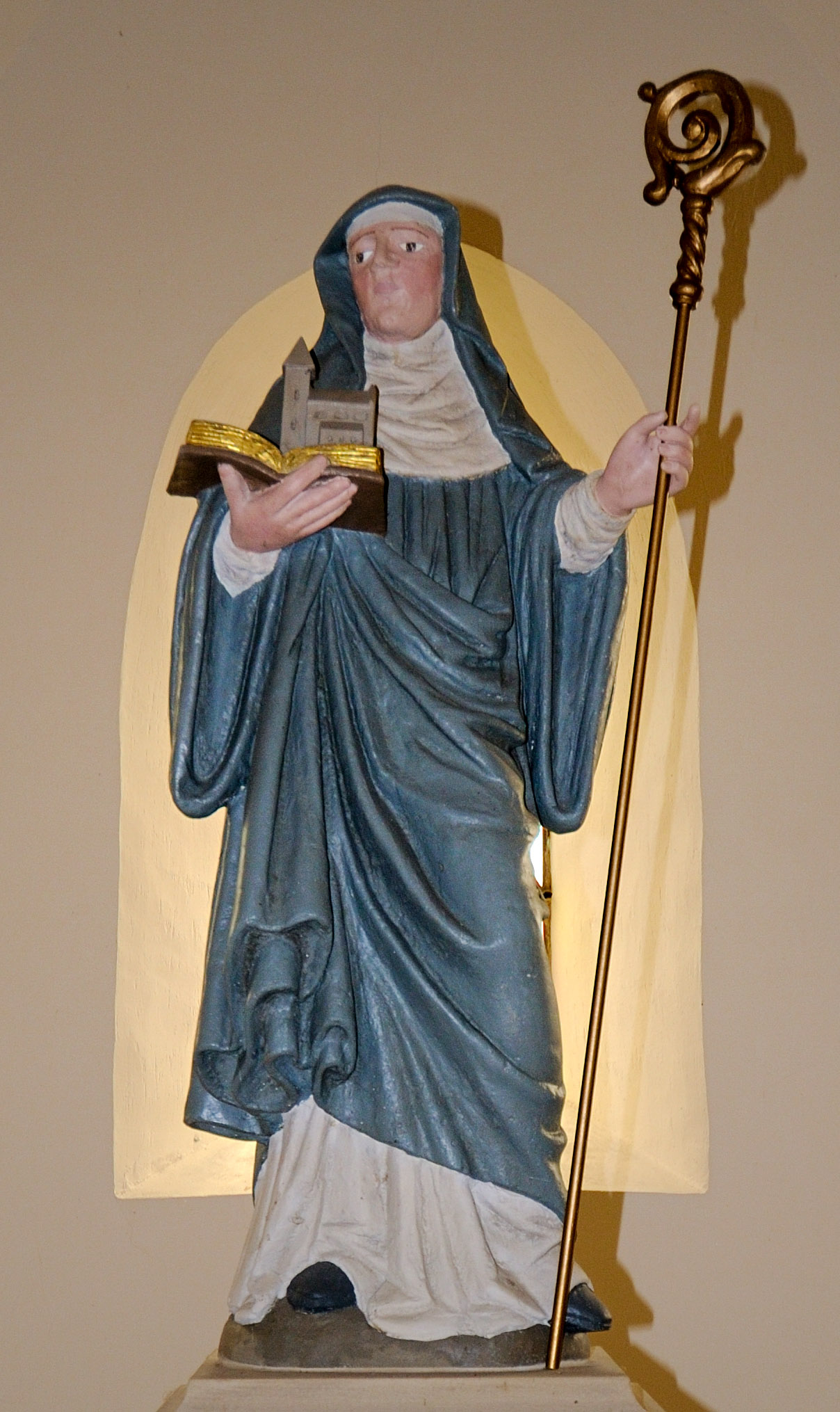
친정어머니 오에런의 이르미나
그는 성 윌리브로드의 위흐레흐트 교구 개척시 후견인이었다.

츄고베르투스(Chugoberctus) 또는 호기오베르투스(Hociobercthus, 697년 사망)라는 이름으로 알려진 그녀의 친정아버지는 메로빙거 왕가의 측근 인사로, 클로비스 4세의 최측근이자 궁정백이었다. 친정아버지 휴고베르트의 가문은 쾰른과 트리어 지역에 막대한 땅을 소유한 강력한 가문이었다. 트리어 또는 오에런 출신인 친정어머니 이르미나는 친정아버지는 정확한 이름은 알 수 없으나, 프랑크 왕국의 왕 다고베르트 2세의 서출 후손이었다. 친정어머니 트리어 또는 오에런의 이르미나는 성 윌리브로드(St. Willibrord)의 위트레흐트 교구 개척 시 주요 후원자이자, 히터나흐 수도원 설립에 기여하였으며, 수도원의 최대 후원자였다. 698년 친정어머니 이르미나는 남편이 죽자 트리어 근처에 오에런 수녀원을 설립하고 수녀원장이 되었다. 플렉트루데의 다른 이름은 빌크투르드(Bliktrud)이다.
670년 경 피핀 2세와 결혼하였다.
플렉트루데는 남편 피핀 2세와 그의 통치에 정치적으로 활발하게 영향력을 행사한 것으로 묘사된다. 그녀는 남편 피핀 2세와 결혼하면서 결혼 지참금 외에도, 아르눌핑 가문에 많은 양의 재산을 가져왔다. 그녀가 결혼 후 친정에서 가져온 막대한 재산들이 아르눌핑 가문이 힐데베르투스 3세 아돕티부스 사후의 위기를 극복하고, 프랑크 왕국내 유력 귀족으로 성장하는데 큰 도움이 되었을 것으로 보는 견해도 있다. 남편 피핀 2세의 별장이 있던 트리어-팔첼의 팔첼 수녀원의 초대 수녀원장 아델레 폰 팔첼(Adela von Pfalzel)은 그녀의 여동생 중 한 명 이었다. 피핀 2세의 통치기간 동안, 그녀는 피핀 2세가 궁재로서 발행한 법률 문서들 중 상당수에 남편과 공동으로 서명하였는데, 현재까지 보존된 피핀 2세가 서명한 문서들 중 아내 플렉트루데와 공동 서명한 것이 다수 나타난다.
피핀 2세와의 사이에서 드로고 1세, 그리모알트 2세(또는 청년 그리모알트), 피핀 등의 아들을 얻었는데, 피핀 등은 어려서 요절했고 성인이 될 때까지 살아남은 것은 드로고 1세, 그리모알트 2세(또는 청년 그리모알트)였다. 그러나 708년 캄파네의 백작으로 있던 아들 드로고 1세가 죽고, 714년 남편 피핀 2세가 병석에 누웠는데, 그해 4월 그리모알트 2세는 알프스산맥을 넘어 아버지 피핀 2세에게로 오던 중 프리기아인 혹은 반 피핀 2세 세력에게 살해되었다. 그는 남편 피핀 2세를 설득했고, 피핀은 테오도알트, 아르눌프, 아르노알드, 피핀 등 자신의 적손들의 유산 상속 주장에 동의하였다.
그녀는 그리모알트의 아들 테오도알트가 남편 피핀 2세의 주요 상속인이 될 것이라는 피핀 2세의 유언에 동의했다. 그해 12월 14일 피핀 2세가 사망하자, 손자 테오도알트는 네우스트리아, 아우스트라시아, 부르고뉴의 궁재직을 세습했다. 그녀는 아직 미성년자였던 테오도알트의 섭정 자격으로 네우스트리아에서 권력을 행사했다. 그는 피핀 2세의 죽음을 기회로 라감프리드를 궁재로 임명하려던 다고베르트 3세를 저지시켰다. 그녀는 통치에 위협이 되는 쾰른에 있던 피핀 2세의 첩 알파이다(Alpaida)의 아들 카를 마르텔을 투옥시켰다. 715년에 반 피핀세력 및 중도파 귀족은 프리슬란트의 라트보트와 동맹하여 반란을 일으켰고, 715년 9월꽁피에뉴 전투에서 플렉트루데 및 피핀 가문의 군대는 이들에게 9월 26일 최종 패배하고, 쾰른으로 피신했다. 쾰른은 플렉트루데의 친정 일족의 고향이자 피핀 2세의 자금이 있던 곳이었다.
716년 프랑크 왕국의 왕 힐페리히 2세 네우스트리아의 궁재 라감프리드는 군대를 이끌고 아우스트라시아의 쾰른 근처로 갔다. 플렉트루데는 힐페리히 2세와 그의 궁재에 의해 포위당했고, 힐페리히 2세와 라감프리드는 플렉트루데 일파를 격퇴하고, 카를 마르텔을 석방시켰다.
717년에 카를 마르텔은 쾰른에 있던 플렉트루데를 처리하기 전에 힐페리히 2세 네우스트리아의 궁재 라감프리드 군사를 격퇴했다. 카를 마르텔은 다시 군사를 이끌고 쾰른을 점령한 뒤 플렉트루데와 그 지지자들을 분산시켰다. 플렉트루데는 수녀원에 보내졌고, 718년 또는 725년 8월 10일 쾰른에서 사망했다. 사후 그녀가 생전 설립한 노트르담 수도원의 석관에 안치되었다. 후대에 그녀의 시신은 다시 그녀가 설립한 또다른 성당인 쾰른에 있는 성모 마리아 성당(St. Maria im Kapitol)로 이장되었다.

## 사후
사망 후 그는 로마 가톨릭 교회의 성인으로 숭배되었다. 축일은 8월 10일이다.
성모 마리아 성당을 재정비하는 과정에서 그녀의 석관이 학자들에 의해 발견되었다. 그러나 그녀의 유골은 제2차 세계 대전 후에 사라졌다.

## 가족 관계
- 아버지 : 휴고베르투스(Hugobertus, ? ~ 698년)
- 어머니 : 이르미나 드 오에런(Irmina de Oeren
- 남편 : 피핀 2세 드 헤르스탈(Pepin de Herstal, 630년 ~ 714년 12월 16일)
  - 아들 : 드로고 2세(? ~ 708년)
  - 아들 : 피핀(요절)
  - 아들 : 그리모알트 2세(? ~ 714년 4월)
    - 손자 : 테오도알트(? ~ 741년?)

## 같이 보기
- 카롤링거 왕조
- 피핀 2세
- 테오도알트
- 카를 마르텔

## 참고 자료
- Ulrich Nonn: Plectrudis. In: Reallexikon der Germanischen Altertumskunde (RGA). 2. Auflage. Band 23, Walter de Gruyter, Berlin/New York 2003, ISBN 3-11-017535-5, S. 205–206. (online)
- Silvia Konecny: Die Frauen des karolingischen Königshauses: Die politische Bedeutung der Ehe und die Stellung der Frau in der fränkischen Herrscherfamilie vom 7. bis zum 10. Jahrhundert (= Universität Wien: Dissertationen der Universität Wien. Band 132). Verband der Wissenschaftlichen Gesellschaften Österreichs, Wien 1976 DNB 800239261 (Dissertation Universität Wien 1976, 261 Seiten).
- Rudolf Schieffer: Die Karolinger. 4., überarbeitete und erweiterte Auflage. Kohlhammer, Stuttgart 2006, ISBN 3-17-019099-7.
- Rudolf Schieffer: Plektrud. In: Neue Deutsche Biographie (NDB). Band 20, Duncker & Humblot, Berlin 2001, ISBN 3-428-00201-6, S. 527 f. (Digitalisat).

Plektrudis. In: Lexikon des Mittelalters (LexMA). Band 7, LexMA-Verlag, München 1995, ISBN 3-7608-8907-7, Sp. 19.
- Matthias Werner: Adelsfamilien im Umkreis der frühen Karolinger (= Konstanzer Arbeitskreis für mittelalterliche Geschichte: Vorträge und Forschungen. Sonderband 28, ISSN 0933-4467). Thorbecke, Sigmaringen 1982, ISBN 3-7995-6688-0 (Volltext online PDF, kostenfrei, 347 Seiten, 240 MB).